# Vincenzo Niutta
Vincenzo Niutta (Castelvetere, 21 maggio 1802 – Napoli, 2 settembre 1867) è stato un magistrato e giurista italiano, senatore e ministro senza portafoglio del Regno d'Italia.

## Biografia
(Vincenzo Niutta)
Nacque dal nobile Ilario Antonio Niutta e Marianna de Blasio. Terminati gli studi medi a Catanzaro, nel 1820 si recò a Napoli per frequentare la facoltà universitaria di Giurisprudenza, seguendo le orme dello zio materno Ilario Antonio de Blasio, che nel 1821 diventerà Presidente della Suprema Corte di Giustizia di Napoli.
Dimostrò presto la sua attitudine al pensiero giuridico, superando nel 1824 gli esami di uditore giudiziario. Iniziò così una carriera che lo portò a diventare giudice di corte civile nel 1837 e presidente della Suprema Corte di Giustizia di Napoli nel 1859. La sua nomina a presidente della Suprema Corte fu almeno in parte un risarcimento da parte di Ferdinando II alle offese ricevute da suo cugino, il principe di Ischitella, cui il Niutta aveva dato torto in una causa che lo vedeva contrapposto a un uomo comune.
Liberale, con un alto concetto dello Stato e della funzione della Magistratura, fu noto per la vasta cultura, non solo giuridica, che traspariva nelle sue sentenze.
Accolse con un discorso alla Corte Suprema di Giustizia l'entrata di Garibaldi a Napoli nel settembre del 1860. Il 3 novembre 1860 in Piazza Regia (da allora ridenominata Piazza del Plebiscito) proclamò il risultato del plebiscito che sancì l'annessione del Regno delle Due Sicilie al Regno Sabaudo.
Fu nominato Senatore del Regno il 20 gennaio 1861 da re Vittorio Emanuele II e Ministro senza portafoglio nel governo Cavour (nel quale lui, il siciliano Giuseppe Natoli e il napoletano Francesco de Sanctis furono i tre rappresentanti meridionali su otto ministri in totale) il 17 marzo dello stesso anno. Cessato il governo Cavour a seguito della morte del conte Camillo Benso, divenne il primo presidente della Corte di cassazione di Napoli, carica che resse fino alla morte. Prese inoltre parte ai lavori della Commissione per la redazione del Codice Civile del 1865 e del Codice di procedura civile.
Gli sono intestate due vie, una a Napoli e una nella natia Caulonia.